# Greg Kelser
Gregory "Greg" Kelser, né le 17 septembre 1957 à Panama City, Floride, est un ancien joueur américain de basket-ball. Il évolue durant sa carrière au poste d'ailier.
Issu de l'équipe universitaire des Spartans de Michigan State avec qui il remporte le Championnat NCAA en 1979, il est drafté en 1979 par les Pistons de Détroit en 4e position.
Il a évolué en NBA durant 6 saisons.